# 喜び

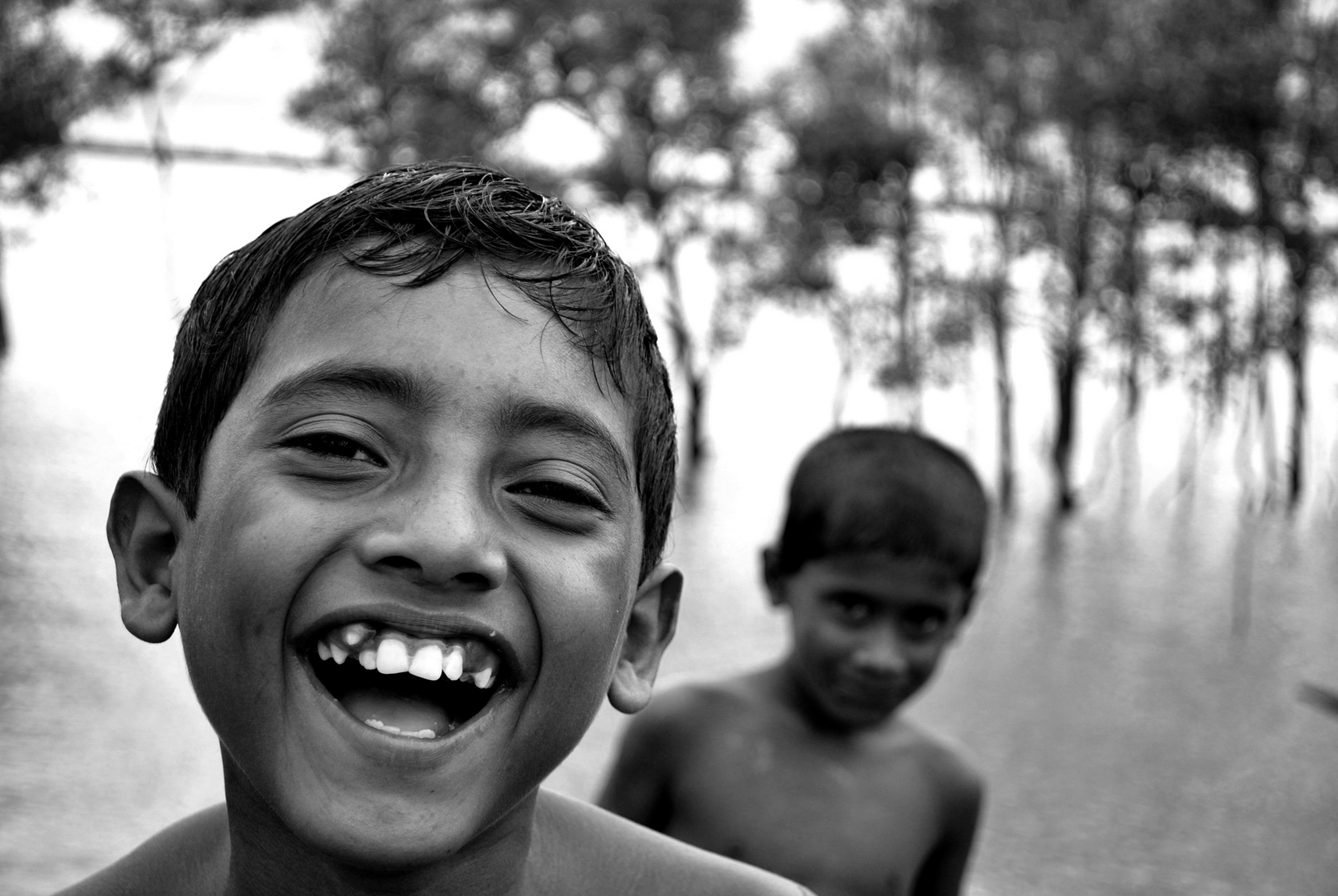
笑いは、典型的な喜びの表現である。

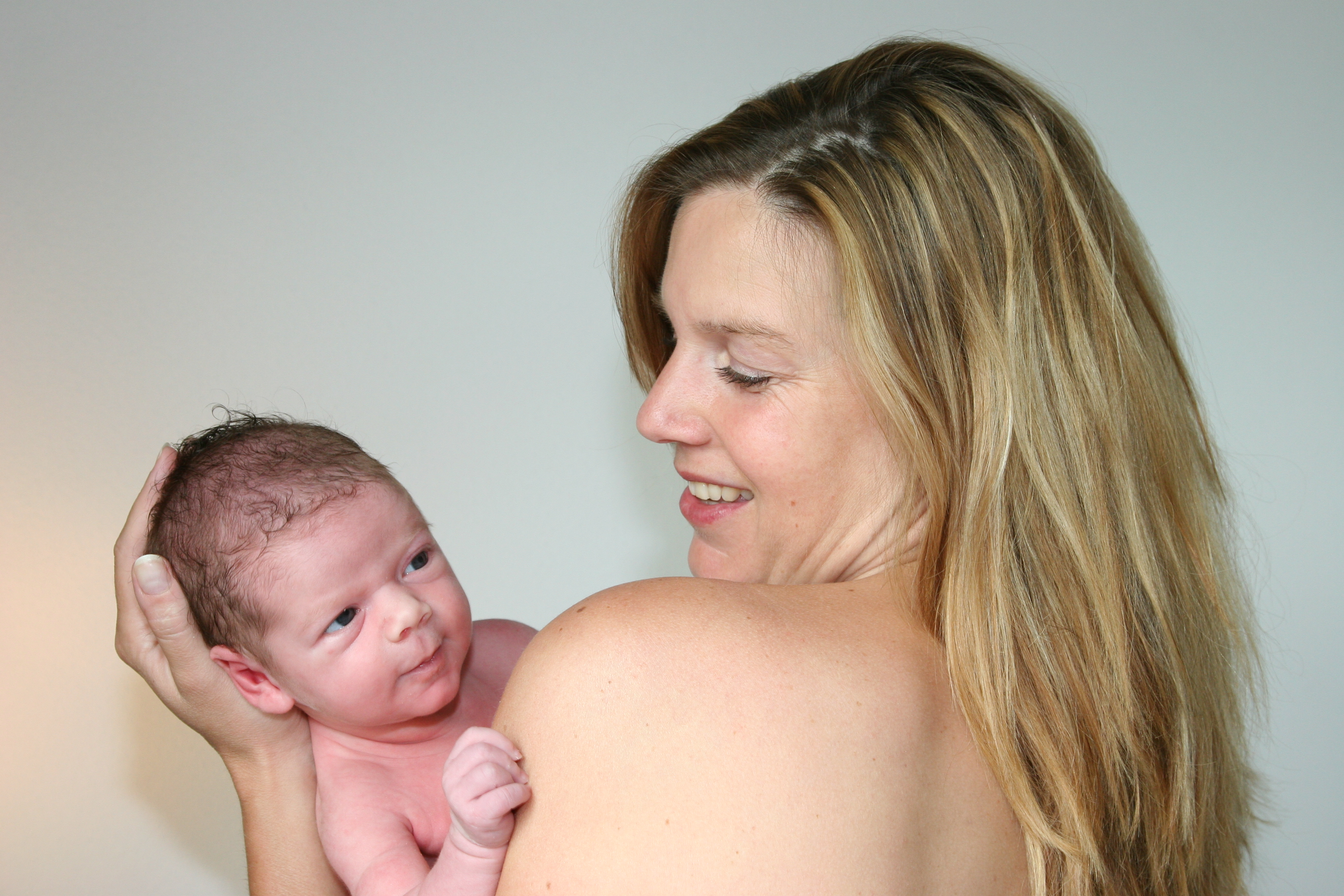
母の、子への喜び。

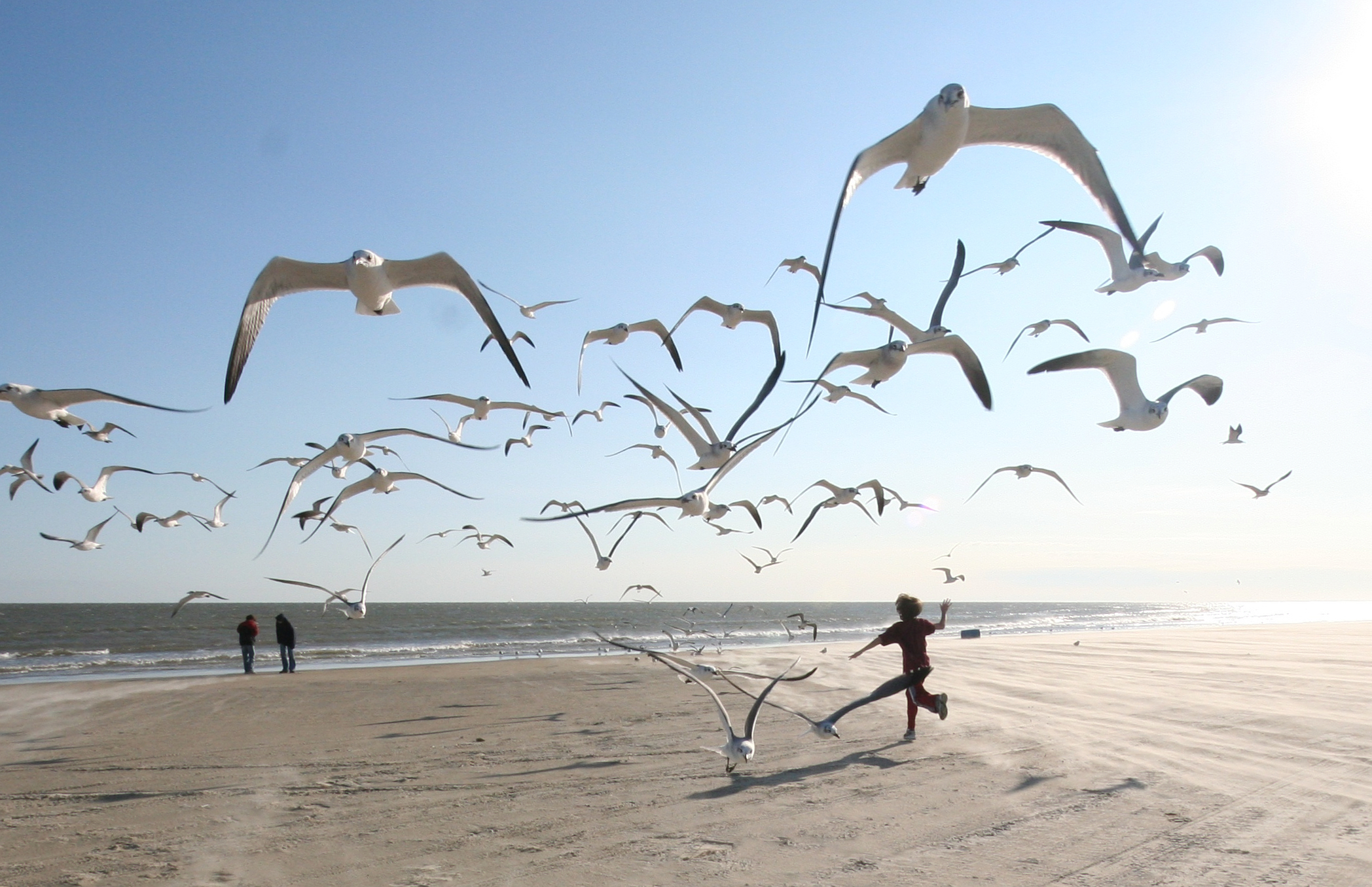
開放的な体感としての喜び

喜び（英: joy 、独: Freude ）とは、好ましい状況に反応したりそれを思い出したりして生じる、精神状態または一次的な感情である。その強さに応じ、微笑み、笑い、喜びの叫びとして、または行為で表される。
広義においては、喜びの切っ掛けや、嬉しい気分、嬉しがっていることも、喜びと呼ばれる。幸せの語が喜びの意味で用いられるときもある。
喜びそれ自体では、良いか悪いかの見分けがつかない。当てはまる道徳との否定的または肯定的な関係があって初めて、喜びは価値付けされる（例えば、シャーデンフロイデあるいは勝利の喜び）。

## 喜びについての見方

### 仏教
仏教では、そして他の多くの東洋の宗教や瞑想の体系でも、喜ばしく円満な心の状態が自己認識と「注意深く」「正しい生き方」を通じて増進され得る、としている。従って他者の喜びを共に喜ぶこと（ムディター）は、仏教的な精神修養とその倫理の中心的な位置を占めている。

### 西洋哲学
ギリシアの哲学者エピクロスにとって、喜び（訳により「快」とも）は人生の中心的な目的である。

### キリスト教
聖書には喜びについての話が多くある。旧約聖書には200箇所以上、新約聖書にも100以上ある。聖書では、神がいる喜びは力の源であると述べられており（「Die Freude am Herrn ist eure Stärke.」、ネヘ・8:10 、統一訳）、これにより、喜ばしくない状況でも内的な平衡を保てるようになる。聖書では喜びを聖霊の実の一つに数えている。隣人への奉仕も、奉仕する者に喜びをもたらし得る。